# Желеховский, Евгений Иеронимович
Евгений Иеронимович Желеховский (укр. Євген Желехівський; 24 декабря 1844, Хишевичи, Королевство Галиции и Лодомерии, Австрийская империя — 18 ноября 1885, Станиславов, Королевство Галиции и Лодомерии, Австро-Венгрия) — галицкий общественный деятель, писатель и филолог.

Племянник Иустина Желеховского (1821—1900) — галицко-русского писателя, драматурга и преподавателя.
Окончил филологический факультет Львовского университета в 1869, был учителем гимназии. Он был одним из главных деятелей просветительного общества «Просвита». Ему принадлежит «Малорусско-немецкий словарь» (Львов, 1886). Для этого словаря Желеховский разработал правописание на фонетической основе, известное как «система Желеховского» или «желеховка». Алфавит и орфография «желеховки» (с небольшими изменениями) применяются в украинском письме и поныне.

## Избранные труды
- Малоруско-німецький словар. — Львів, 1886.
- Німецько-руский словар. — Чернівці, 1912.